# كارولوس لينيوس الابن
كارولوس لينيوس الابن (1741-1783) (بالإنجليزية: Carl Linnaeus the Younger)‏ هو عالم نبات سويدي.